# 1962-es kupagyőztesek Európa-kupája-döntő
Az 1962-es kupagyőztesek Európa-kupája-döntő a második KEK-döntő volt. A trófeáért a spanyol Atlético Madrid, és a címvédő Fiorentina mérkőzött.
A mérkőzés 1–1-es döntetlenre végződött a glasgowi Hampden Parkban, ezért a szabályok értelmében a mérkőzést újra kellett játszani. Az újrajátszott mérkőzésen, Stuttgartban az Atlético győzött 3–0-ra.

## A mérkőzések

### Döntő
| 1962. május 10. 19:00 |

| Atlético Madrid | 1–1   | ACF Fiorentina |
| --------------- | ----- | -------------- |
| Peiró 11'       | (1–1) | Hamrin 27'     |

| Hampden Park, Glasgow Nézőszám: 27 000 Játékvezető: Thomas Wharton (skót) |

| ATLETICO MADRID:         |   |                      |
|                          |   |                      |
| GK                       | 1 | Edgardo Madinabeytia |
| DF                       |   | Feliciano Rivilla    |
| DF                       |   | Isacio Calleja       |
| DF                       |   | Ramiro               |
| DF                       |   | Chuzo                |
| MF                       |   | Jesús Glaría         |
| MF                       |   | Miguel Jones         |
| FW                       |   | Adelardo Rodríguez   |
| FW                       |   | Mendonça             |
| DF                       |   | Joaquín Peiró        |
| FW                       |   | Enrique Collar       |
| Vezetőedző:              |   |                      |
| José Villalonga Llorente |   |                      |

| FIORENTINA:          |    |                    |
|                      |    |                    |
| GK                   | 1  | Giuliano Sarti     |
| DF                   | 5  | Alberto Orzan      |
| DF                   | 3  | Sergio Castelletti |
| DF                   | 2  | Amilcare Ferretti  |
| DF                   | 4  | Piero Gonfiantini  |
| MF                   | 6  | Claudio Rimbaldo   |
| MF                   | 7  | Kurt Hamrin        |
| MF                   | 8  | Can Bartu          |
| FW                   | 10 | Aurelio Milani     |
| FW                   | 9  | Lucio Dell'Angelo  |
| FW                   | 11 | Gianfranco Petris  |
| Vezetőedző:          |    |                    |
| Ferruccio Valcareggi |    |                    |

### Újrajátszás
| 1962. szeptember 5. 16:30 |

| Atlético Madrid                 | 3–0   | ACF Fiorentina |
| ------------------------------- | ----- | -------------- |
| Jones 8' Mendonça 27' Peiró 59' | (2–0) |                |

| Gottlieb-Daimler-Stadion, Stuttgart Nézőszám: 38 120 Játékvezető: Kurt Tschenscher (nyugatnémet) |

| ATLETICO MADRID:         |   |                      |
|                          |   |                      |
| GK                       | 1 | Edgardo Madinabeytia |
| DF                       |   | Feliciano Rivilla    |
| DF                       |   | Isacio Calleja       |
| DF                       |   | Ramiro               |
| DF                       |   | Jorge Griffa         |
| MF                       |   | Jesús Glaría         |
| MF                       |   | Miguel Jones         |
| FW                       |   | Adelardo Rodríguez   |
| FW                       |   | Mendonça             |
| DF                       |   | Joaquín Peiró        |
| FW                       |   | Enrique Collar       |
| Vezetőedző:              |   |                      |
| José Villalonga Llorente |   |                      |

| FIORENTINA:          |    |                    |
|                      |    |                    |
| GK                   | 1  | Enrico Albertosi   |
| DF                   | 2  | Vincenzo Robotti   |
| DF                   | 3  | Sergio Castelletti |
| DF                   | 4  | Saul Malatrasi     |
| DF                   | 5  | Alberto Orzan      |
| MF                   | 6  | Rino Marchesi      |
| MF                   | 7  | Kurt Hamrin        |
| MF                   | 8  | Amilcare Ferretti  |
| MF                   | 11 | Aurelio Milani     |
| FW                   | 9  | Lucio Dell'Angelo  |
| FW                   | 10 | Gianfranco Petris  |
| Vezetőedző:          |    |                    |
| Ferruccio Valcareggi |    |                    |

| Az 1961–1962-es kupagyőztesek Európa-kupája győztese |
| ---------------------------------------------------- |
| Atlético Madrid 1. cím                               |